# 亀田駅 (北海道)
亀田駅（かめだえき）は、北海道函館市海岸町にあった国有鉄道（鉄道院）函館本線の駅である
。初代の函館駅として開業し、駅舎焼失による3年間の営業休止の後、1911年に五稜郭駅の開業に先立つ形で廃止された。

## 概要
函館 - 小樽間の鉄道を開設した北海道鉄道会社は、開業前に現在の函館駅がある若松町の土地を譲り受けていたが、住民の様々な思惑による反対運動により若松町をやめて、便宜的に当地に（初代）函館駅を開設した。当駅は函館市街の中心地や、当時の青函連絡航路で使用されていた東浜桟橋の艀埠頭からも遠く離れており不便であった。その後、敷設用地の買収が進み、状況も好転したため若松町に改めて（二代目）函館駅を開設し、当駅は亀田駅と改称して中間駅となった。しかし当時の亀田村の中心市街地であった五稜郭と函館市街の双方から外れていたため利便性が悪く、また一方で函館駅から1.3kmしか離れていなかったことから当駅の必要性が低下し、火災による焼失を期に営業を休止した後、五稜郭駅の開設の2日前に、そのまま再開すること無く廃駅となった。
その後、函館・五稜郭間の線路を海岸側へ移転する前まで、当敷地には函館工場の一部が置かれていた。

## 歴史
- 1902年（明治35年）12月10日：北海道鉄道の当駅 - 本郷駅（現在の新函館北斗駅）間開通に伴い、同線の函館駅（初代）として開業[1][2]。
- 1904年（明治37年）7月1日：北海道鉄道の函館駅（2代目） - 当駅間開通に伴い、亀田駅（かめだえき）に改称[1][2][3]。
- 1907年（明治40年）
  - 7月1日：北海道鉄道の国有化に伴い、国有鉄道に移管[注 2]。
  - 月日不詳：北海道人造肥料会社設立、専用線敷設[4]。
- 1908年（明治41年）
  - 4月12日：火災により駅舎等が焼失[2]。
  - 5月1日：旅客・貨物営業休止[2][5]。
- 1909年（明治42年）
  - 9月26日：閉鎖[6]。
  - 10月12日：国有鉄道線路名称制定により、函館本線の駅となる。
- 1911年（明治44年）8月29日：正式に廃止[1][7]。

## 駅構造
初代函館駅は、駅舎側に乗降用の単式ホーム1面1線と副本線、桔梗駅側の駅舎横に2本の引込み線を持つ荷物積卸場、駅裏側に数本の車庫線状に行き止まる側線を有し、本線と副本線は駅端よりカーブを描いて海岸まで伸びていた。終端駅であったが、転車台は無かった。
中間駅となった亀田駅は、駅裏側の側線が函館駅側の渡り線で副本線に合流する形になり、その外側に転車台を有する機回し線を新たに有した。また荷物積卸場と2本の引込み線は撤去された。
専用線は当駅所轄として1907年（明治40年）に北海道人造肥料会社用が敷設されたが、後に函館駅所轄を経て五稜郭駅所轄となった。北海道ガス函館営業所用は1912年（大正元年）10月の営業開始までに敷設されたが、既に当駅は廃止後で、当初は函館駅所轄、後に本線が海側に移転したのに伴い五稜郭駅所轄となった。

## 現状
後年の線路付け替えや付近の宅地化に伴い、駅舎の位置を特定する事は困難であるが、北海道警察函館西署が駅の位置といわれている。
また、イオン万代店の西署側出口には、〈工〉の印がついた敷地境界線石がある。
五稜郭駅から当駅までの旧線跡は道路や地区境界線にその殆どが残されている。

## 「旧函館駅所在地」及び「函館本線0マイル地点」記念碑について
- 1962年（昭和37年）12月10日に国鉄青函船舶鉄道管理局（当時）や鉄道友の会が「旧函館駅所在地」及び「函館本線0マイル地点」を示す記念碑を旧駅舎跡地でもあった国鉄官舎街（函館市海岸町10番13号）の一角に設置された。設置当時は記念碑を囲むように北海道鉄道時代のレールが配されていた[8]。
- 1967年（昭和42年）に準鉄道記念物に指定されたが、旧駅舎跡周辺が宅地化されるなどの情勢の変化により、1990年（平成2年）に現在の函館市青函連絡船記念館摩周丸のある旧函館桟橋を再活用した函館シーポートプラザ（函館市若松町12番）へ移設されたが、本来の所在地と異なる地に碑を設置せざるを得ない状況から、2010年（平成22年）10月に準鉄道記念物の指定が外された[9]。
- 旧函館シーポートプラザの解体撤去に伴い、2014年（平成26年）10月に現在の函館駅西口へ再移設された。

## 隣の駅
国有鉄道（鉄道院）
函館本線
函館駅 - 亀田駅 - 桔梗駅
- 現在の五稜郭駅は旧・亀田駅 - 桔梗駅間に存在するが、亀田駅が現役だった当時は未開業だった。